# Крабы
Кра́бы, или короткохво́стые ра́ки (лат. Brachyura), — инфраотряд десятиногих ракообразных, обитающих в солёной и пресной воде.

## Описание

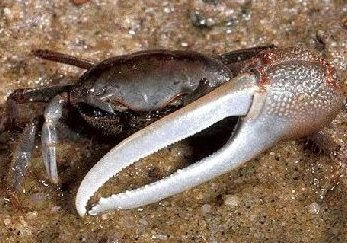
Манящий краб. Хорошо заметны отличия в размере клешней

Иногда достигают огромных размеров: крабы Macrocheira kaempferi, обитающие у берегов Японии, достигают массы в 19 кг при размахе ног до 3,8 м. Голова у крабов маленькая, короткое брюшко симметрично и подогнуто под головогрудь, которая сильно расширена и уплощена. Ширина карапакса (часть панциря, сплошной щиток, прикрывающий тело сверху) обычно больше его длины и сильнее выдаётся в стороны из-за чего жаберная полость на разрезе имеет вид треугольника. Обе антенны короткие. Окраска может быть самой различной, порой очень яркой. Пигменты располагаются во внешнем слое кутикулы либо в хроматофорах в подкожной соединительной ткани. Распределение и концентрация пигментов в хроматофорах регулируется гормонально. Окраска кутикулы обуславливается астаксантин-протеиновым комплексом, который при денатурации (например, при варке) даёт характерный красный цвет.

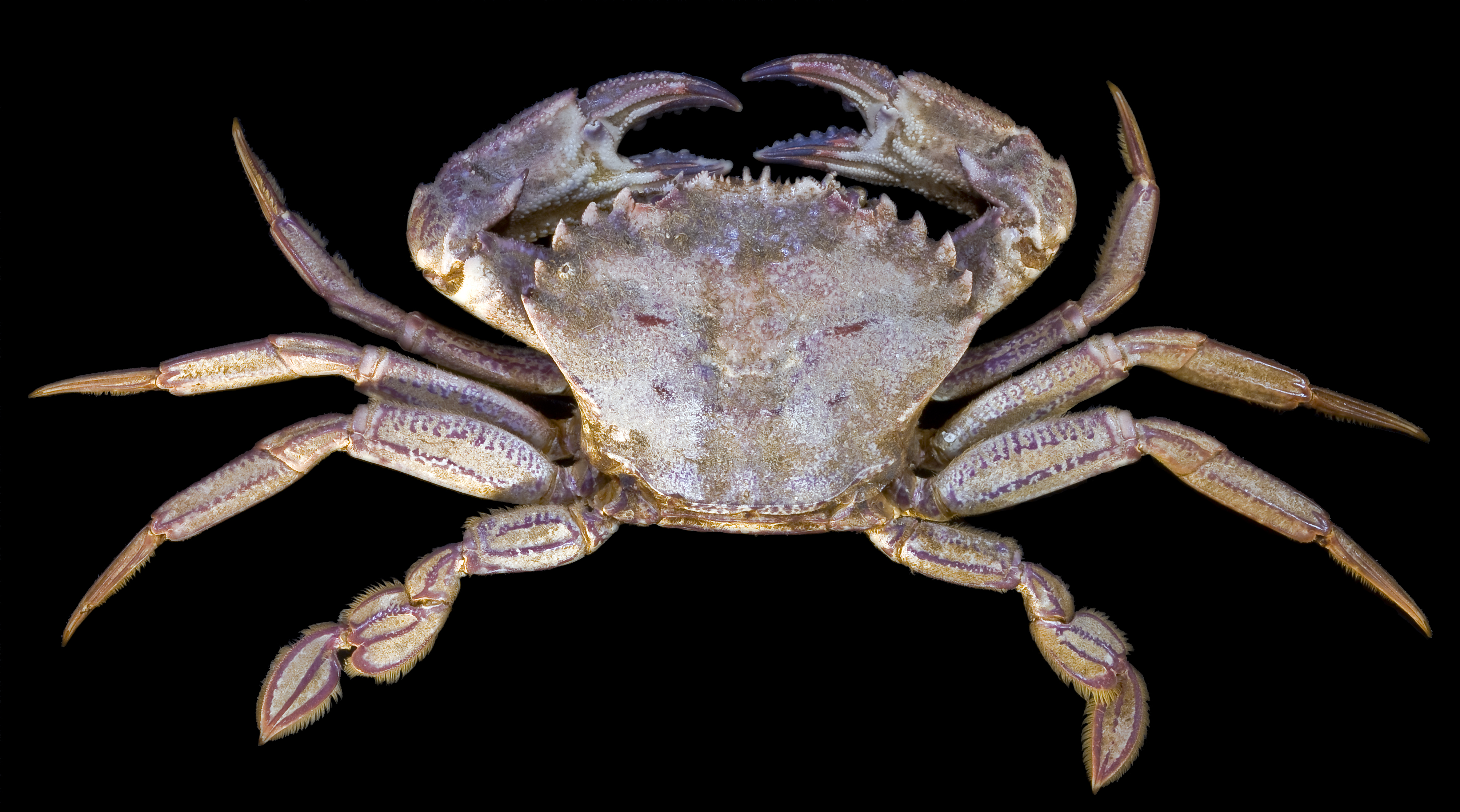
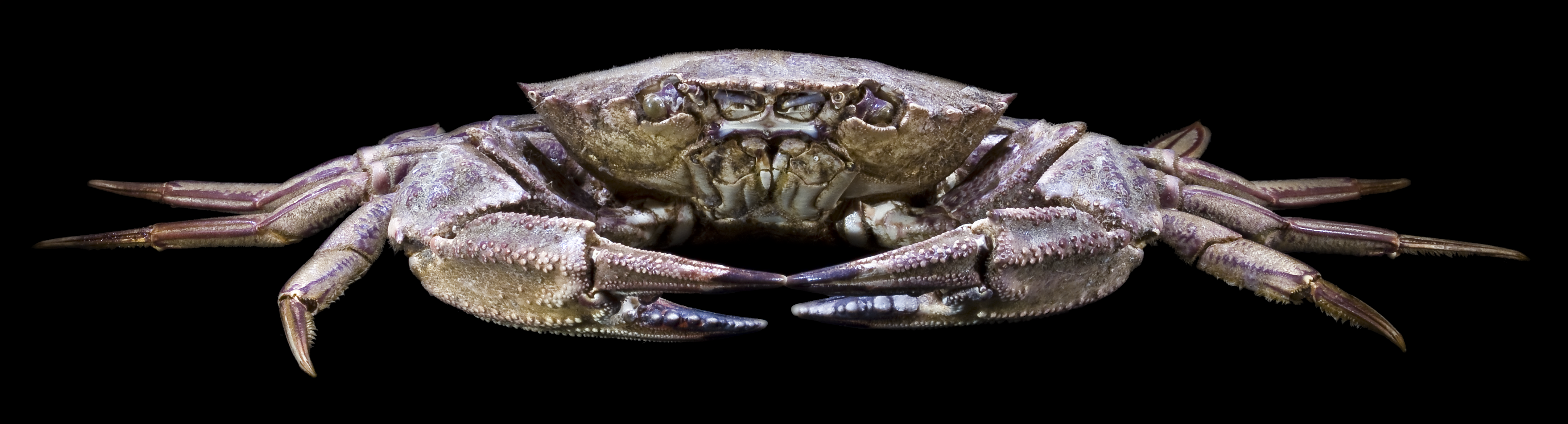
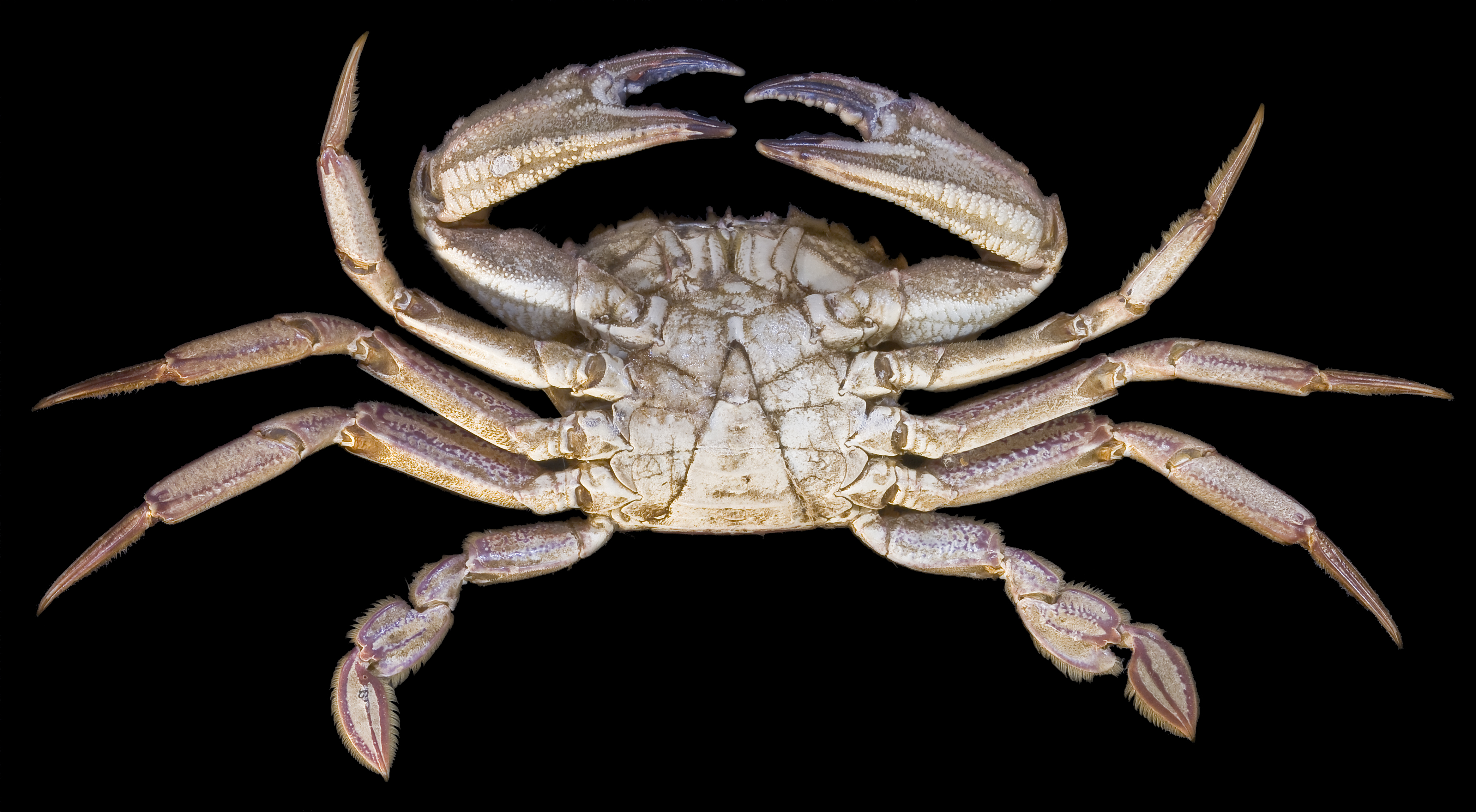

Впереди переопод расположено ротовое поле, полностью прикрытое III максиллипедами, из-за чего остальные части ротового аппарата не видны. I переоподы характеризуются мощно развитыми клешнями, при этом размеры левой и правой клешней могут сильно различаться (гетерохслия), как у манящего краба. Большая клешня (т. н. «давящая клешня») является более сильной и приспособлена для раздавливания добычи, меньшая клешня же используется для разрезания. Плеон мало заметный, узкий и короткий придаток, подогнутый вперёд под головогрудь. Плеоподы не используются для плавания. У самок они необходимы для прикрепления яиц. У самцов имеется петазма (преобразованные эндоподиты первой пары плеоподов), которая образована только из первой пары плеопод. Хвостовой веер отсутствует, потому плавание задом наперёд при помощи резких сокращений плеона у крабов невозможно. В случае редукции плеона центр тяжести сдвигается под головогрудь, между переоподами. Данные изменения имеет преимущество для ходьбы и бега, поскольку крабу не требуется подтягивать заднюю часть тела. Благодаря этому крабы способны легко передвигаться вперед, в стороны и назад. По внешнему виду панциря легко распознать, как передвигается конкретный вид крабов: в основном вбок или во всех направлениях. Во втором случае стерниты являются радиальными, в первом — располагаются под прямым углом к продольной оси тела. Если такой краб пытается быстро передвигаться, то он бежит боком вперёд. Крабы-привидения (Ocypode), обитающие в приливно-отливной зоне на тропических побережьях способны развивать скорость более 1,6 м/сек. В целом, крабы обитают на поверхности грунта, но некоторые могут залезать на деревья, другие же — выкапывать глубокие и разветвлённые норы. Ряд видов получили утраченную способность плавать, путем преобразования обоих конечных члеников V переопода в широкие «вёсла» (крабы-плавунцы).
Брюшные конечности у самца (1—2 пары) превращены в копулятивный орган, у самки (4 пары) служат для вынашивания икры. Обитают в морях, пресных водоемах и на суше.

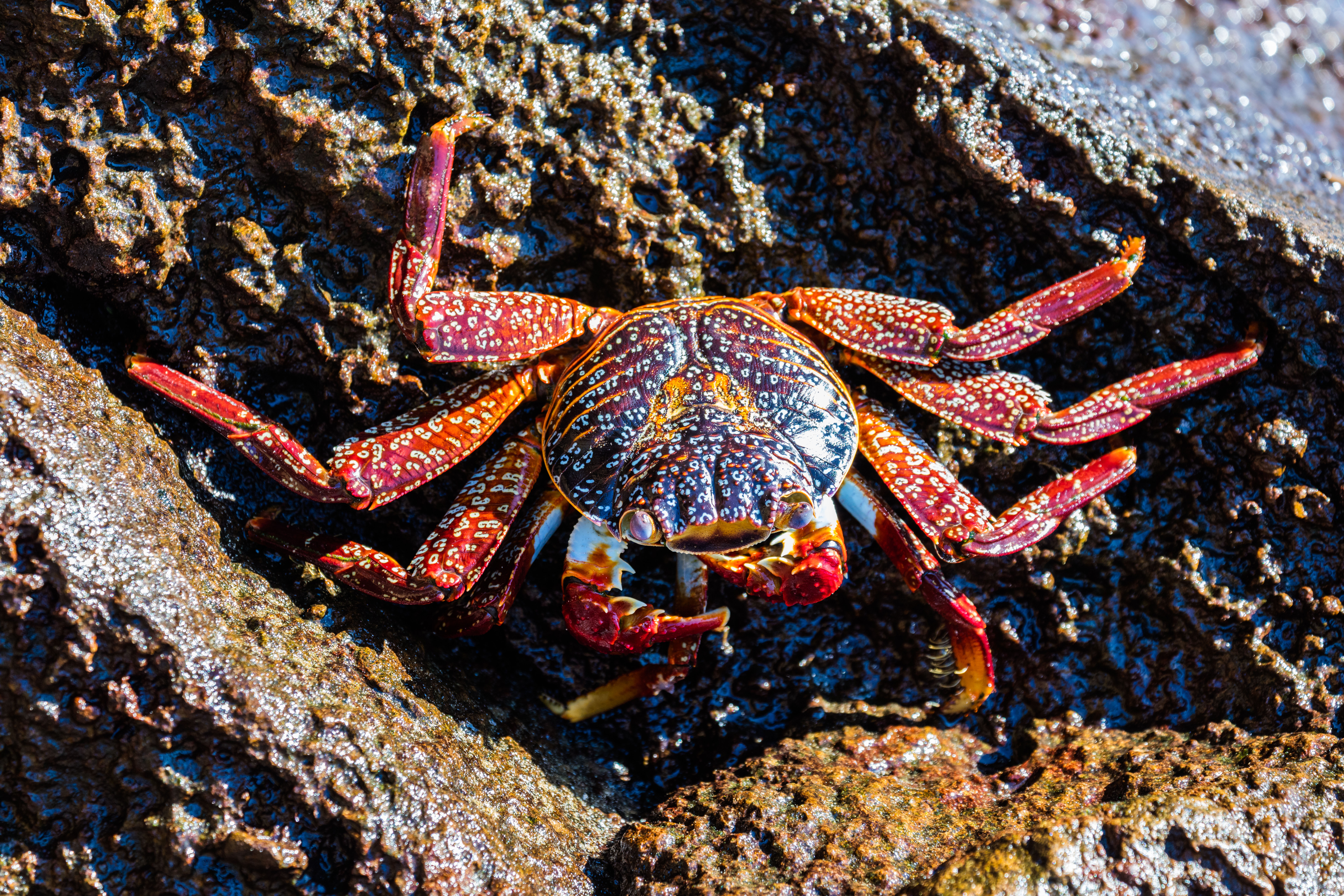
Краб (Grapsus grapsus)

Органами чувств у крабов являются разнообразные чувствительные щетинки, статоцисты и глаза. Статоцисты представляет собой выстланные хитином углубления поверхности базального членика антенн I. В нём залегает статолит, секретируемый особой тканью либо вносится в статоцист при помощи клешни. Фасеточные глаза располагаются на стебельках и весьма подвижны.
Дыхание осуществляется жабрами, располагающимися на границе грудной ноги и туловища. Их число может достигать четырёх. Кишечник представлен прямой трубкой и состоит из стомодеума, короткого участка средней кишки и проктодеума. Стомодеум у крабов разделяется на короткий пищевод и крупного размера желудок с передней камерой (кардиальный или жевательный отдел) и задней камерой (пилорический или фильтрующий отдел). Части ротового аппарата у крабов отрывают кусочки пищи, но не измельчают их. Схваченная клешнями пища передается при помощи 3 пар максиллипедов в переднюю часть ротового аппарата и удерживается в нём мандибулами. После чего от пищи отламываются мелкие частички. Большинство крабов — хищники или падальщики, широко распространён и каннибализм. Пресноводные и наземные виды питаются, преимущественно, растениями, но также питаются и падалью.

## Эволюция
Эволюция крабов характеризуется укреплением покровов тела и редукцией брюшка (в некоторых группах направление эволюции подобное, но никогда не достигает таких темпов и развития). Тельсон у крабов потерял функциональность, а уроподы совсем отсутствуют, и, возможно, превратились в небольшие органы, поддерживающие редуцированное брюшко под цефалотораксом.
У большинства десятиногих раков гонопоры (половые отверстия) расположены на ногах. Но у крабов их расположение изменилось, поскольку для передачи семени они используют первые две пары плеоподов (придатков брюшка). Поскольку брюшко самцов стало узким, гонопоры сместились с ног к центру брюшка. Подобная перемена произошла независимо и у самок.
Самые ранние окаменелости представителей данной группы датируются юрским периодом. Точно к крабам относятся представители семейства Callichimaeridae с мелового периода. Вполне возможно, что к примитивным крабам принадлежал и Imocaris tuberculata, известный только по карапаксу из отложений каменноугольного периода в США. Древнейшие пресноводные крабы найдены в верхнемеловых отложениях Франции.

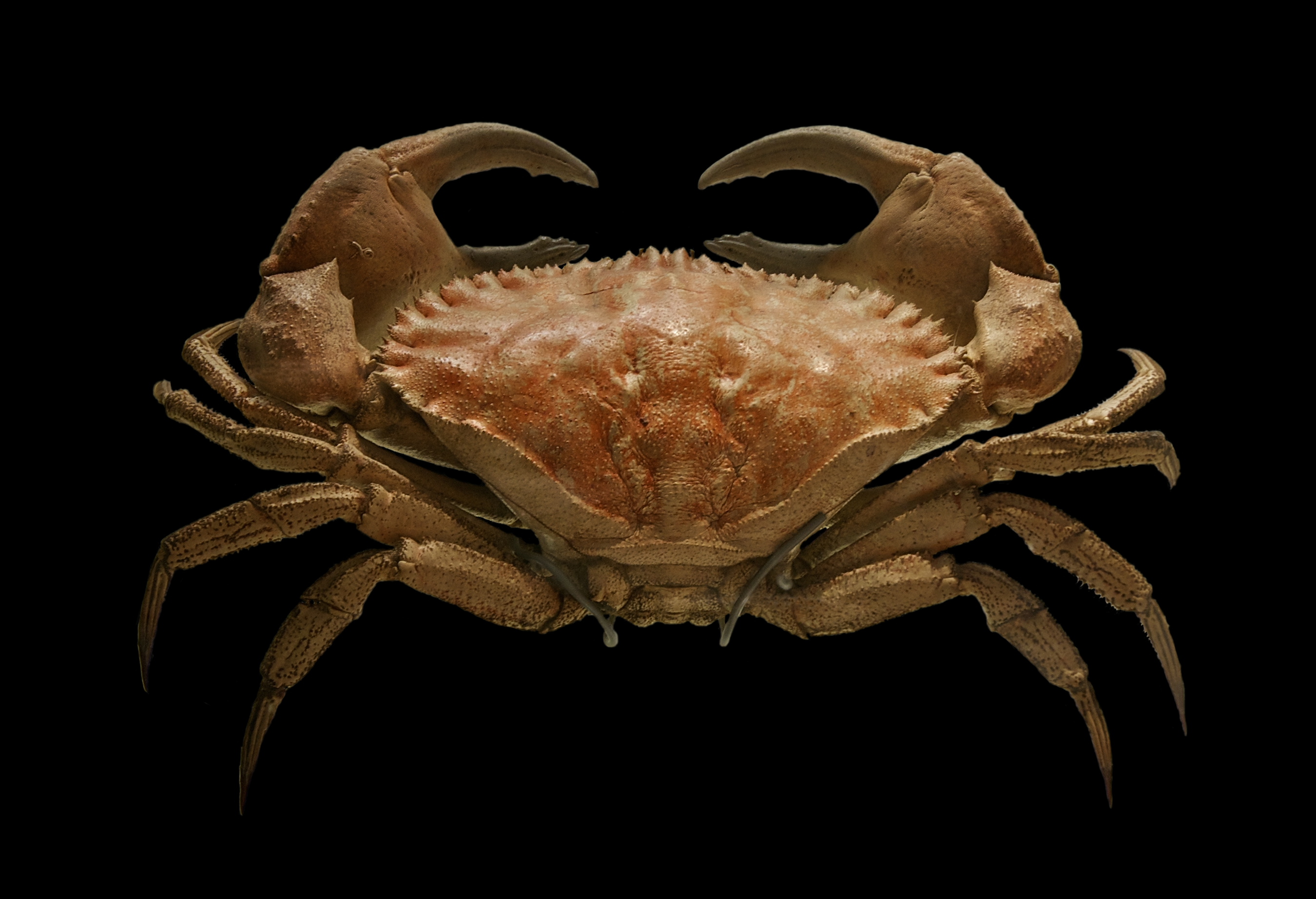
Cancer bellianus
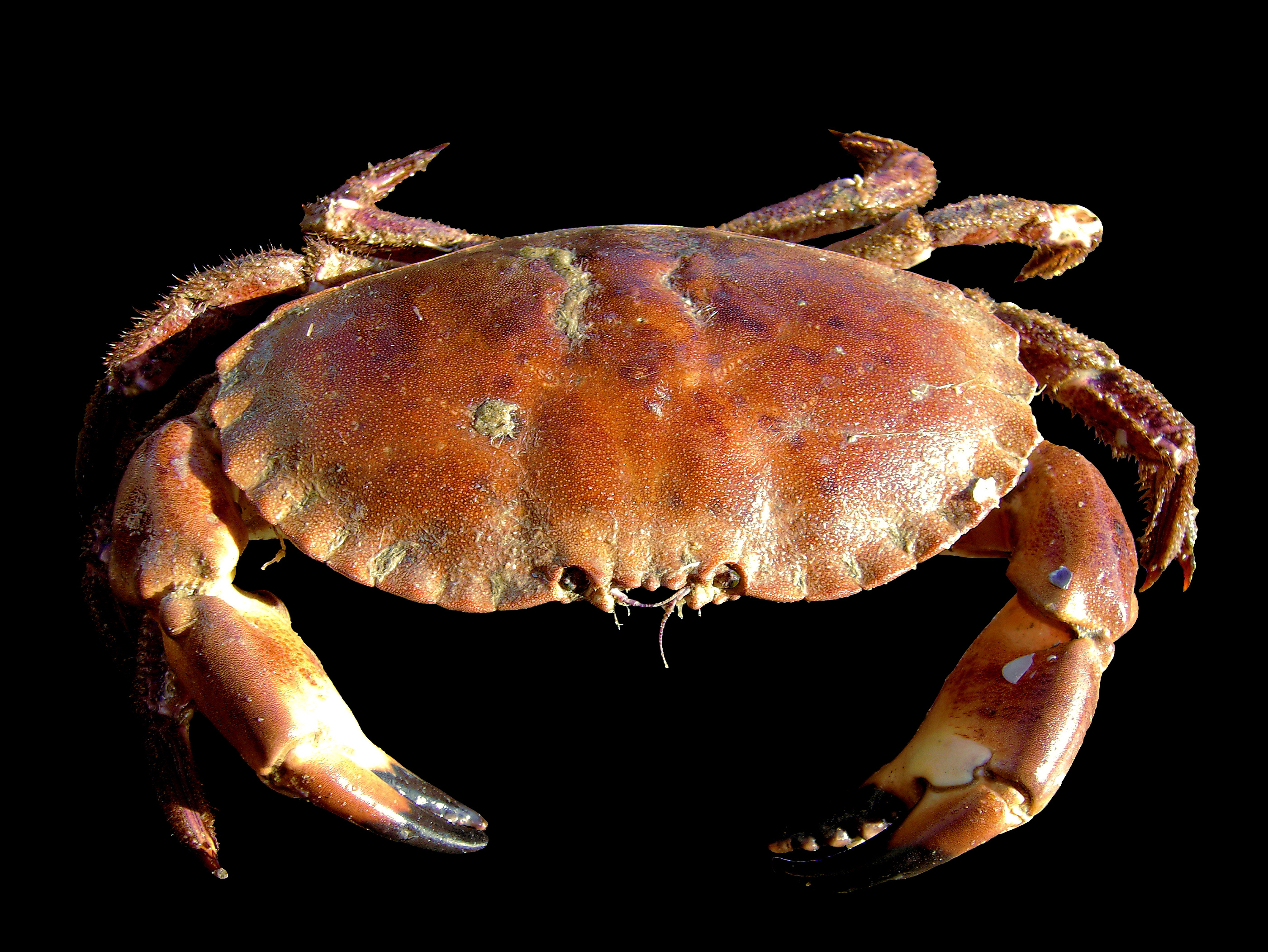
Cancer pagurus
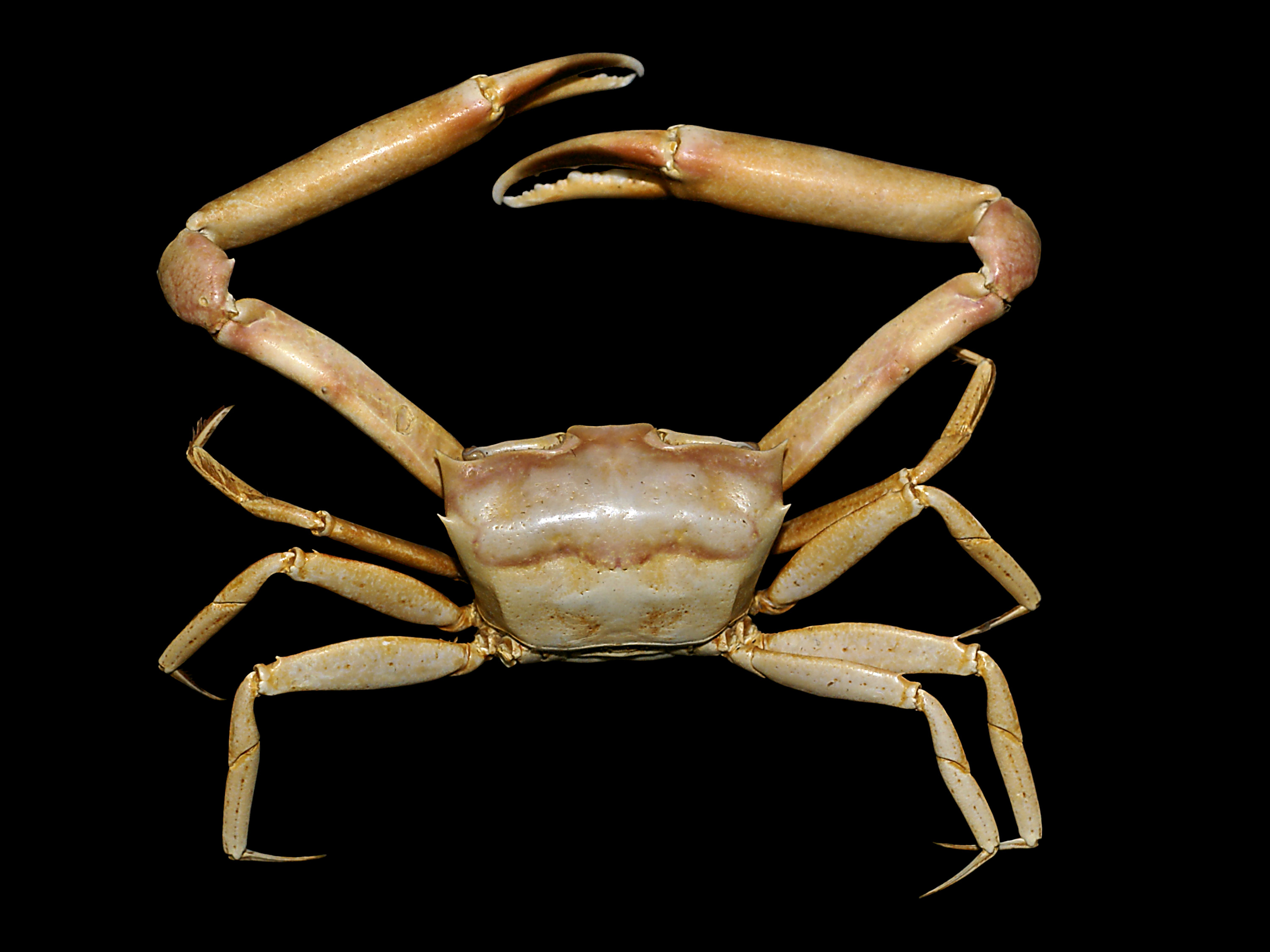
Goneplax rhomboides
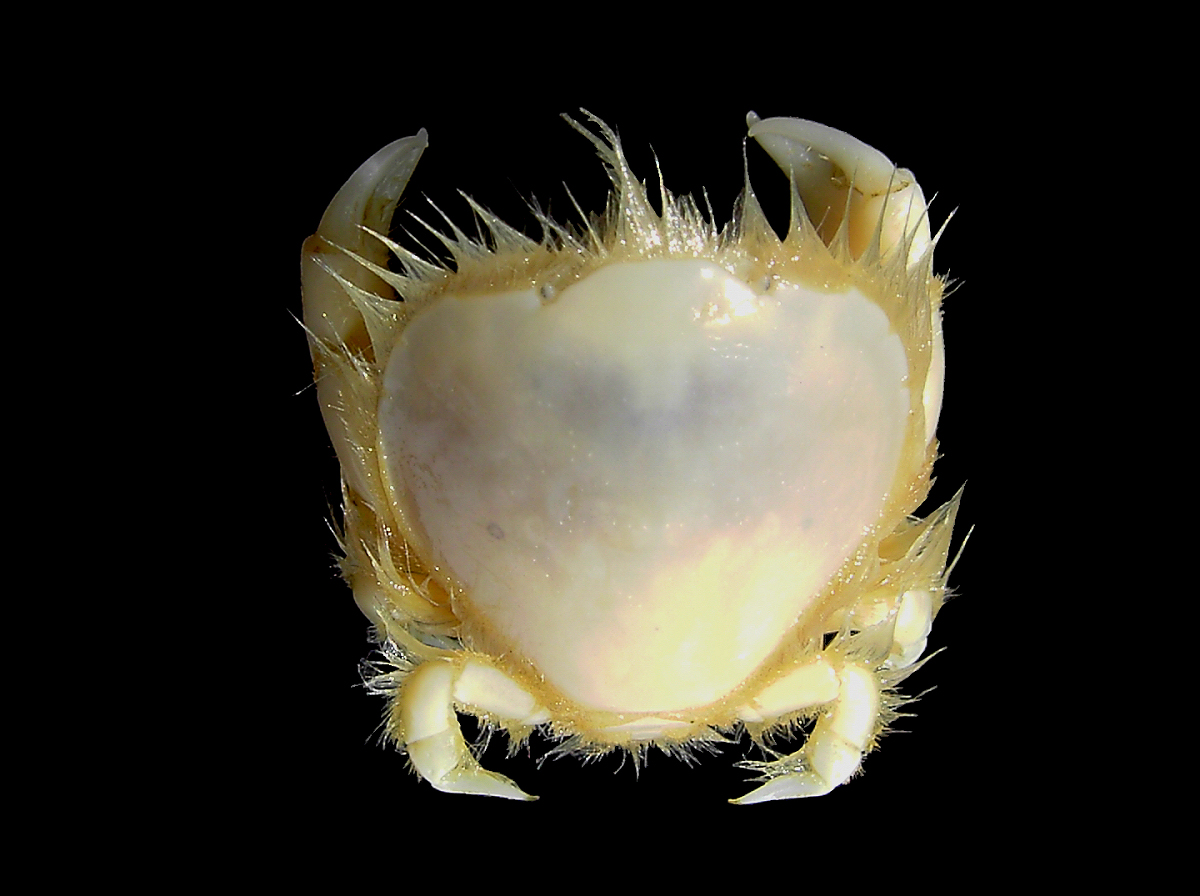
Thia scutellata
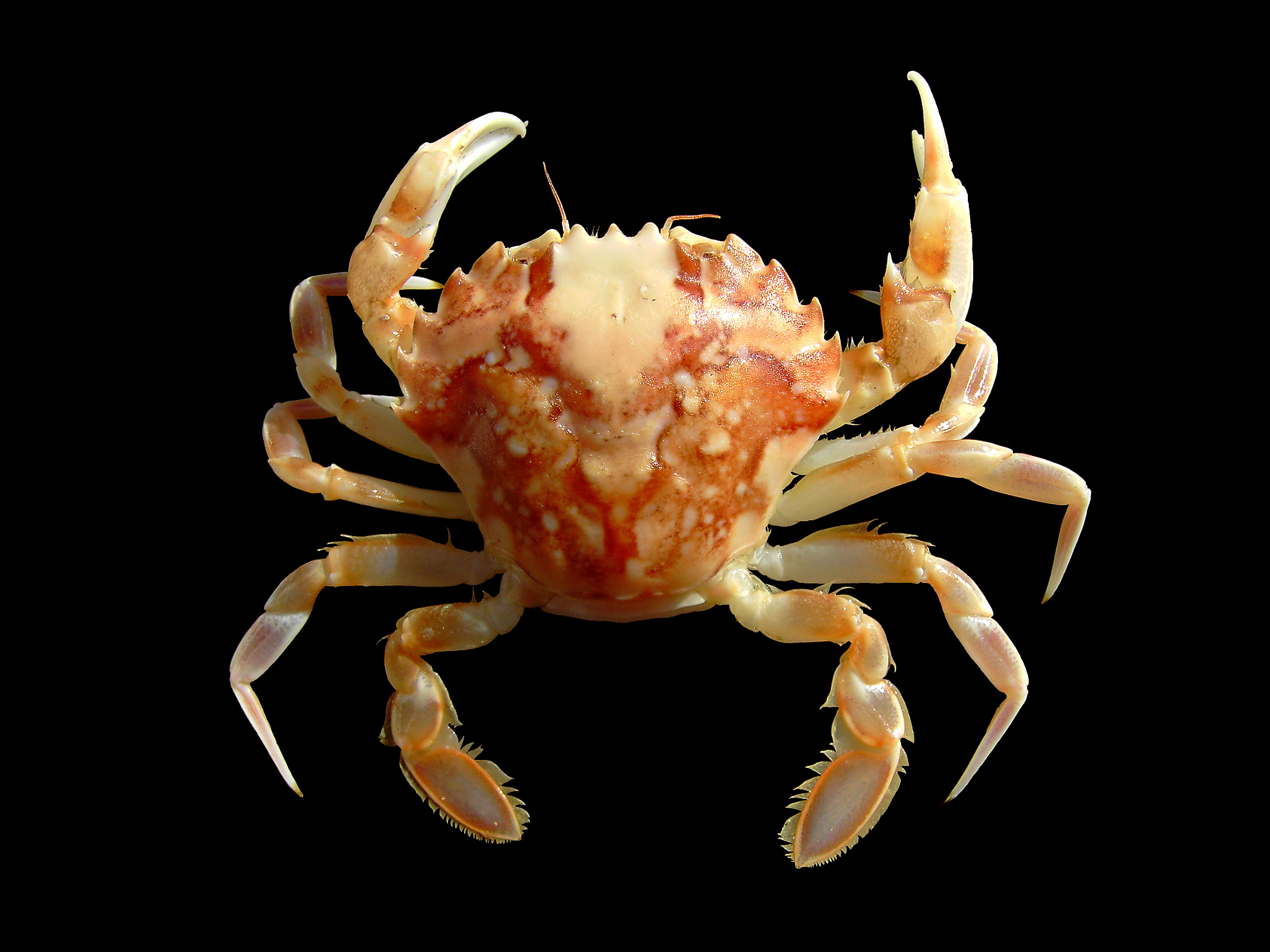
Liocarcinus marmoreus
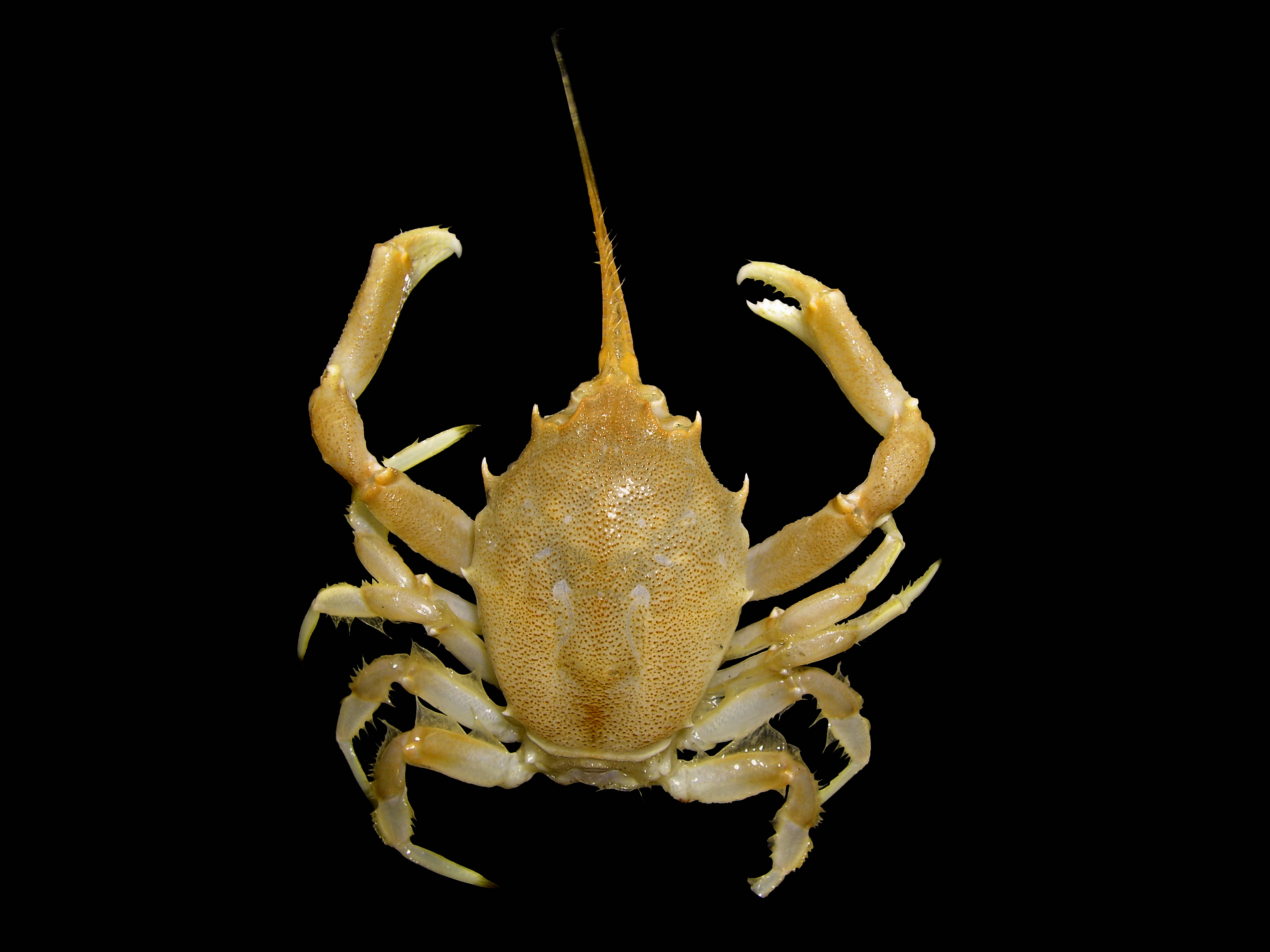
Corystes cassivelaunus
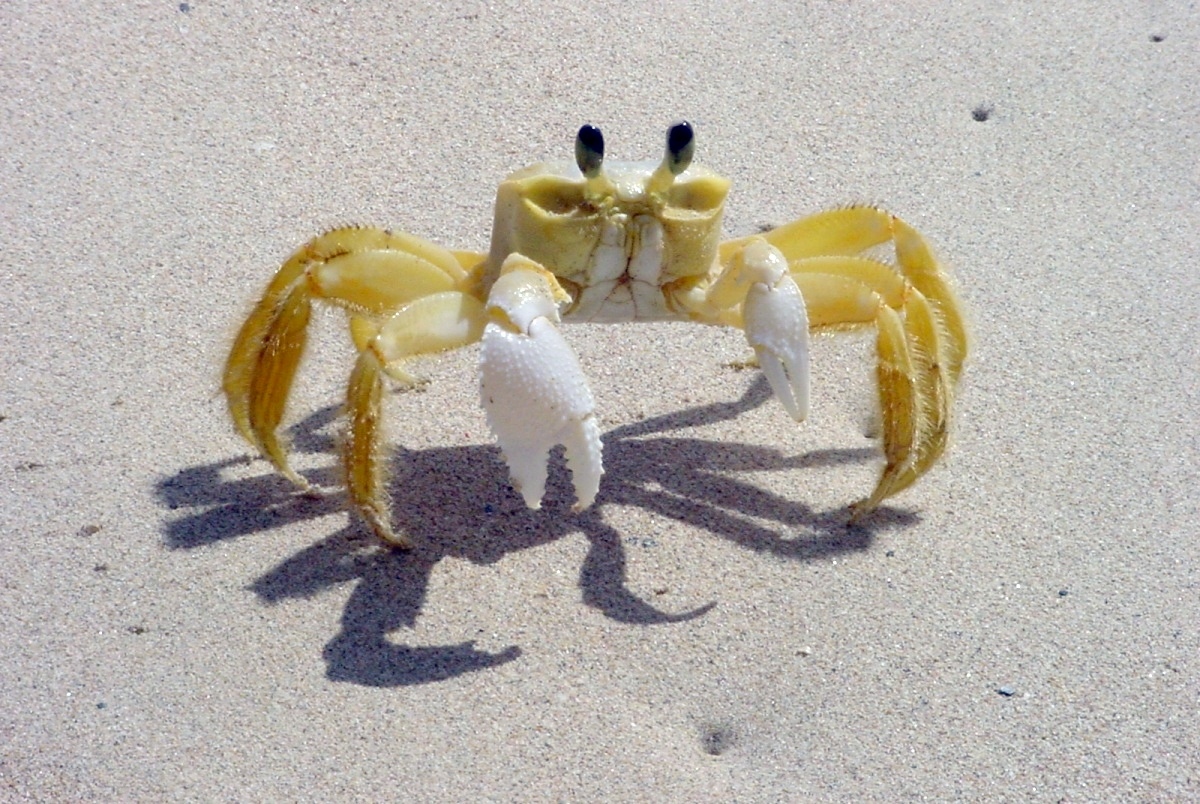
Ocypode quadrata
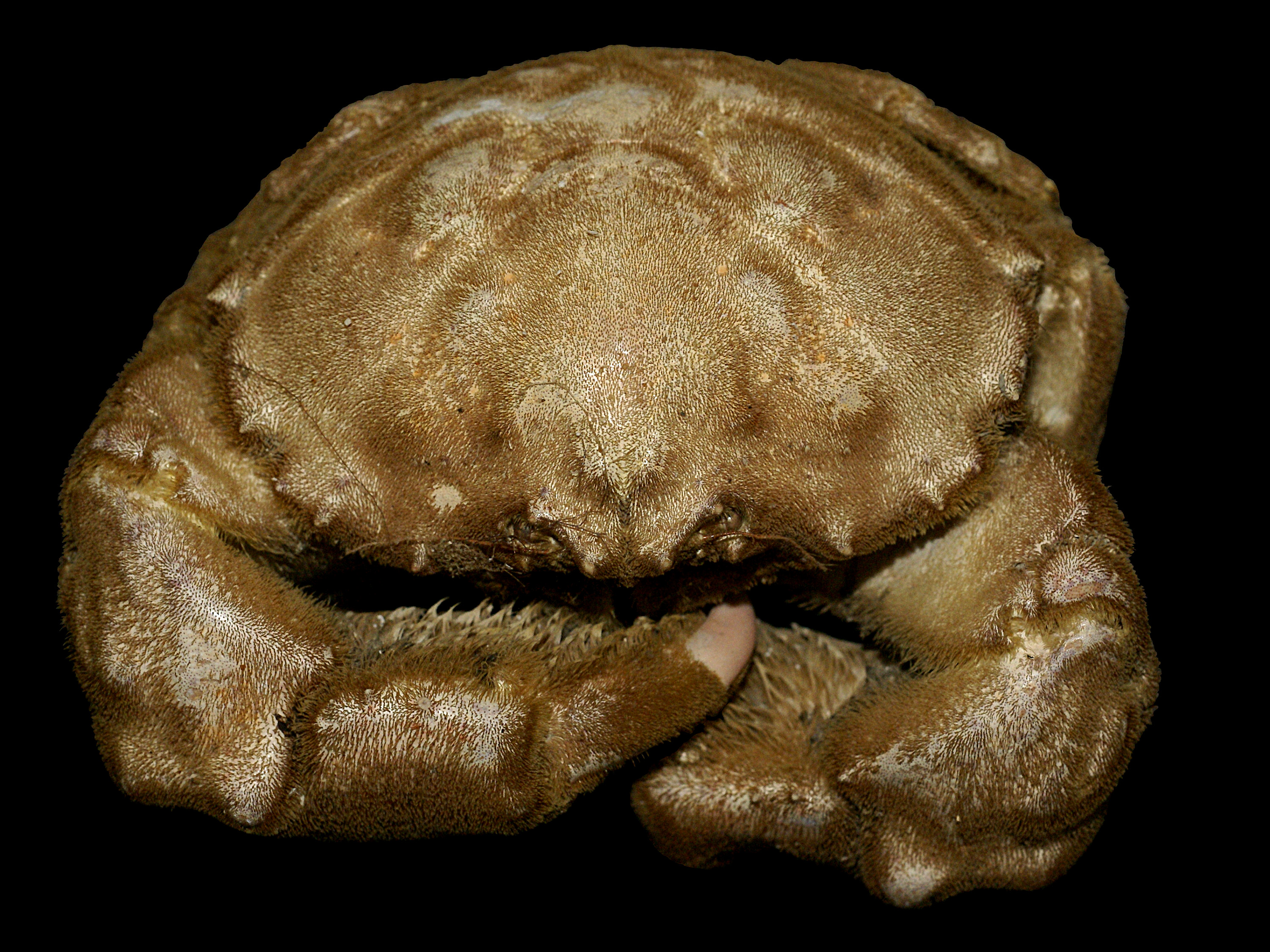
Dromia personata
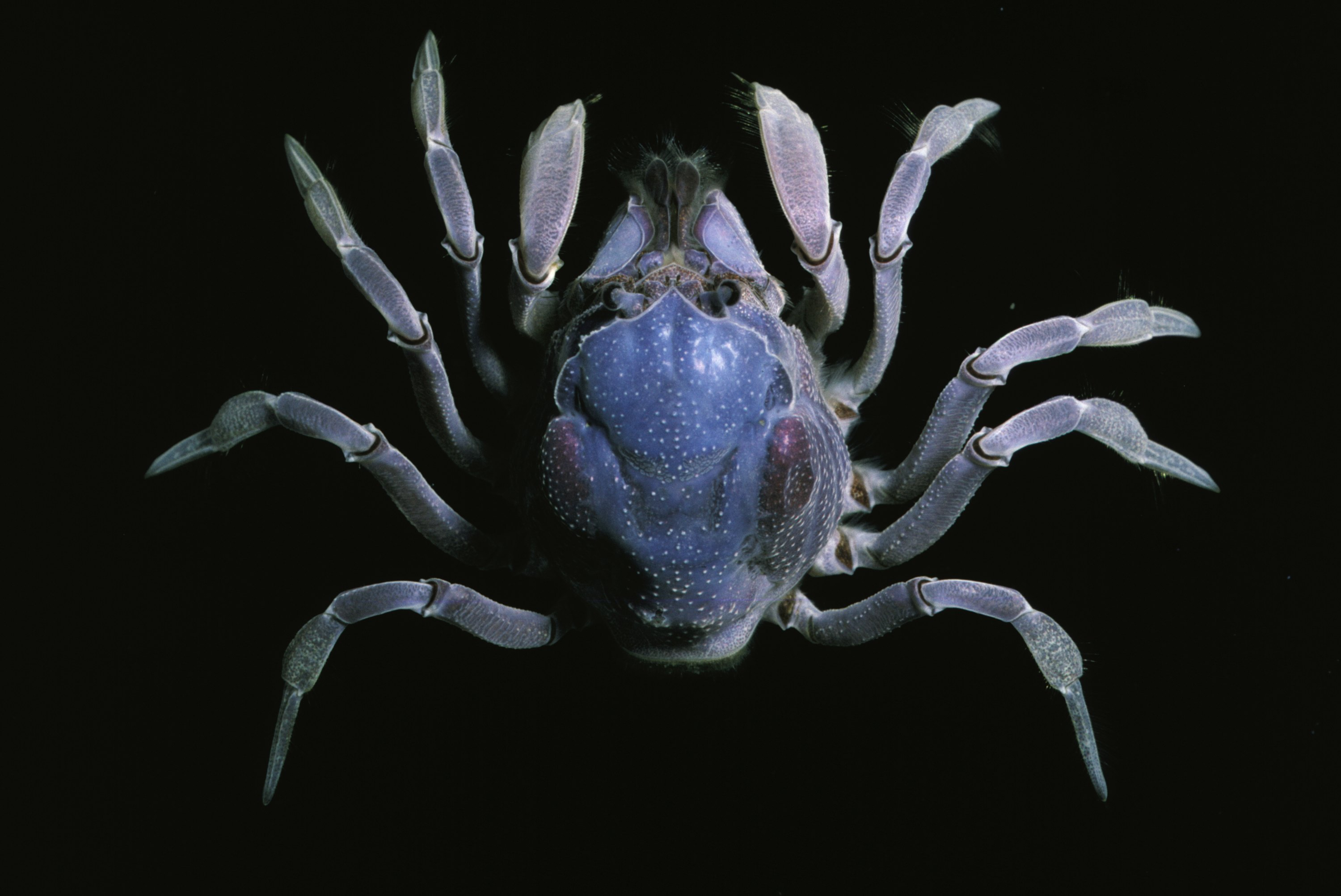
Mictyris platycheles
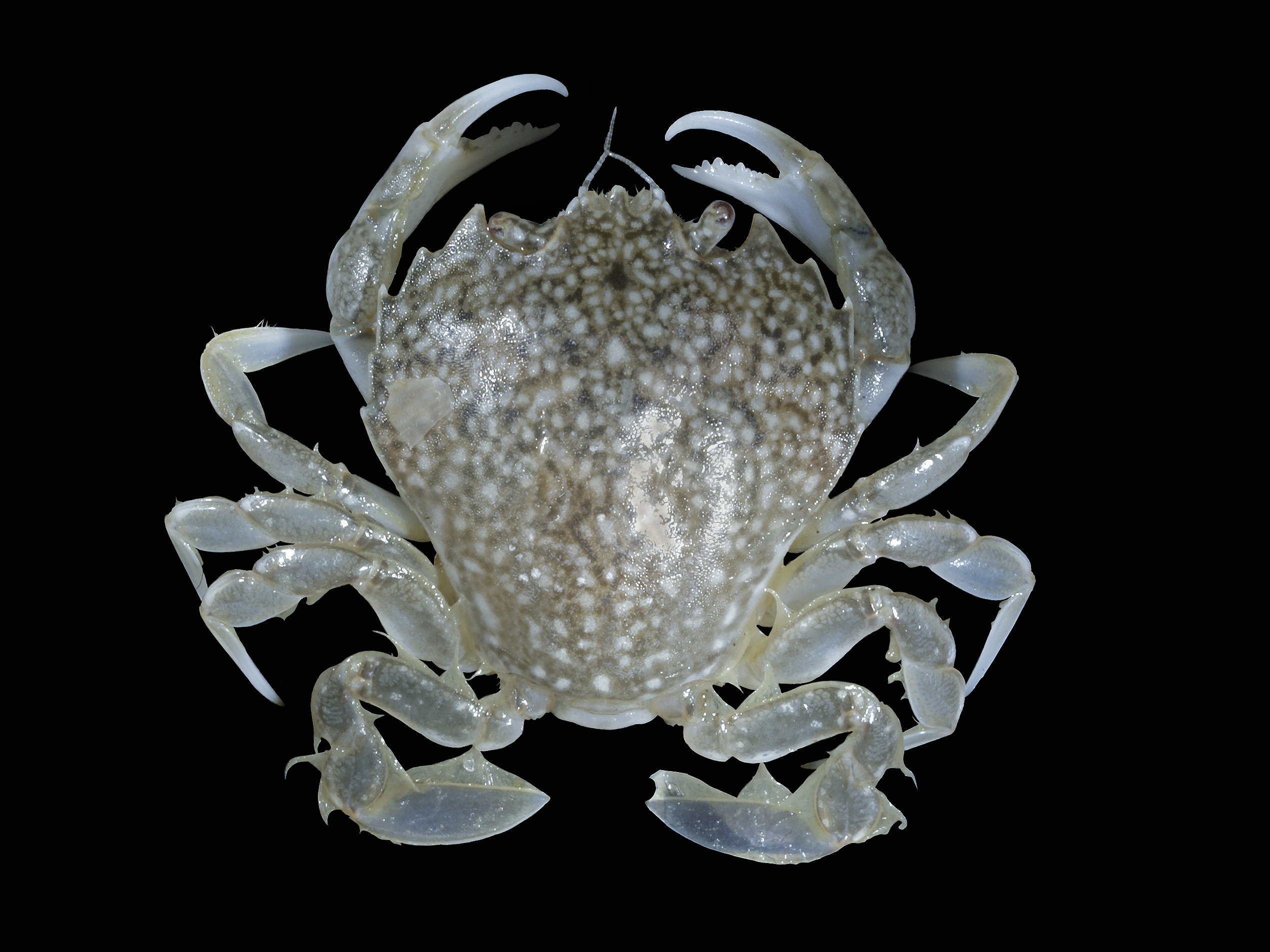
Portumnus latipes
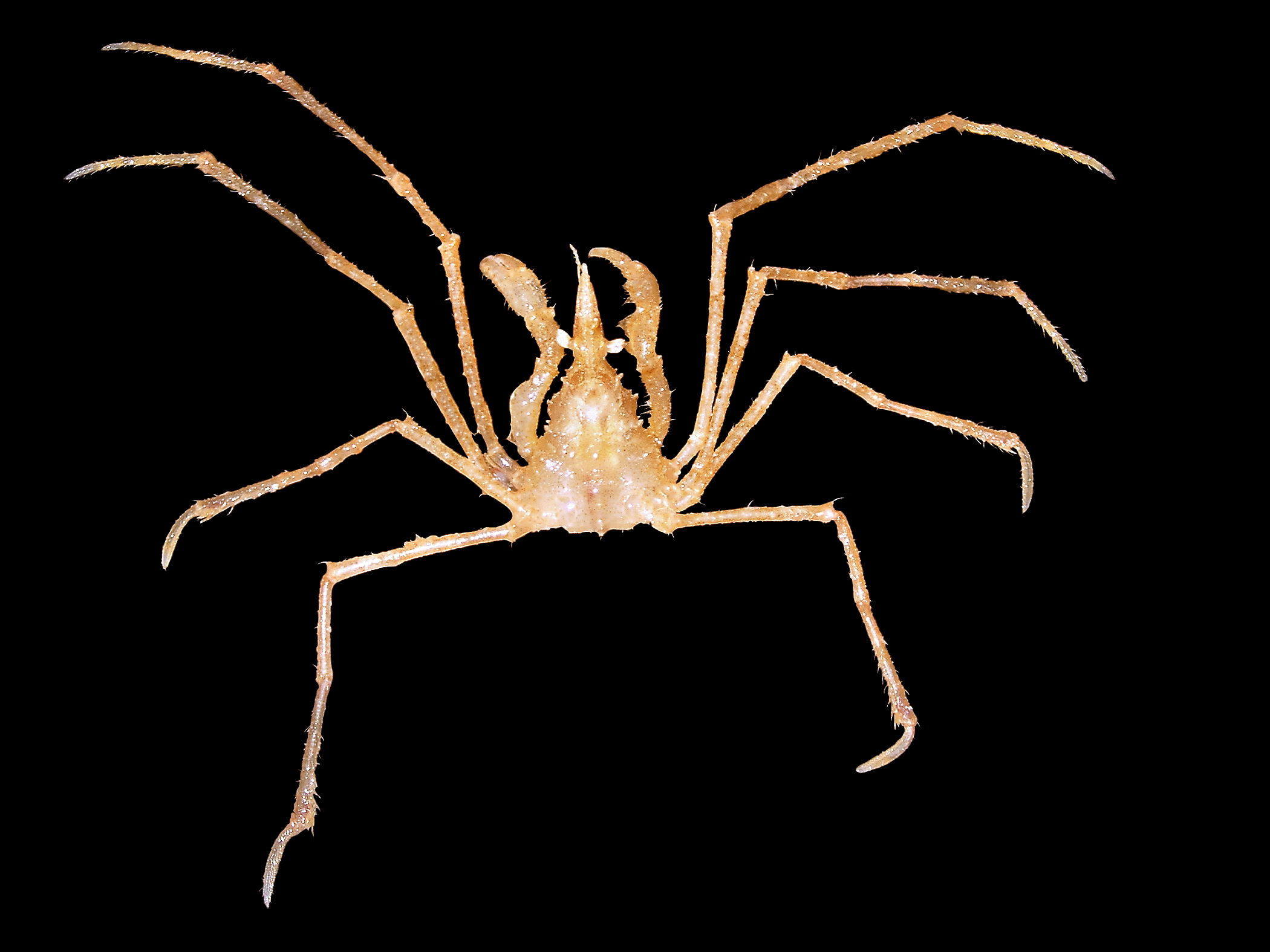
Macropodia rostrata
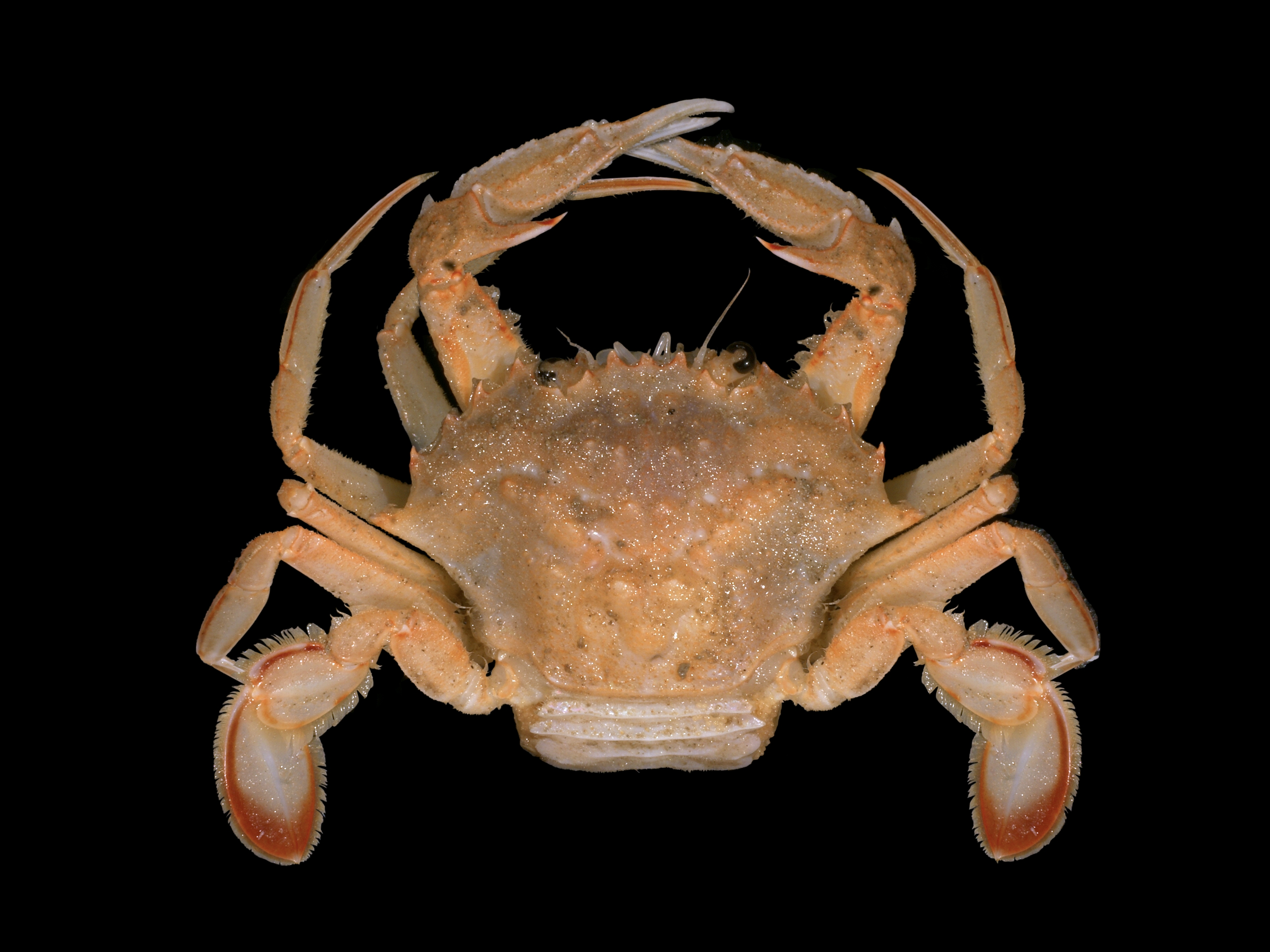
Macropipus tuberculatus
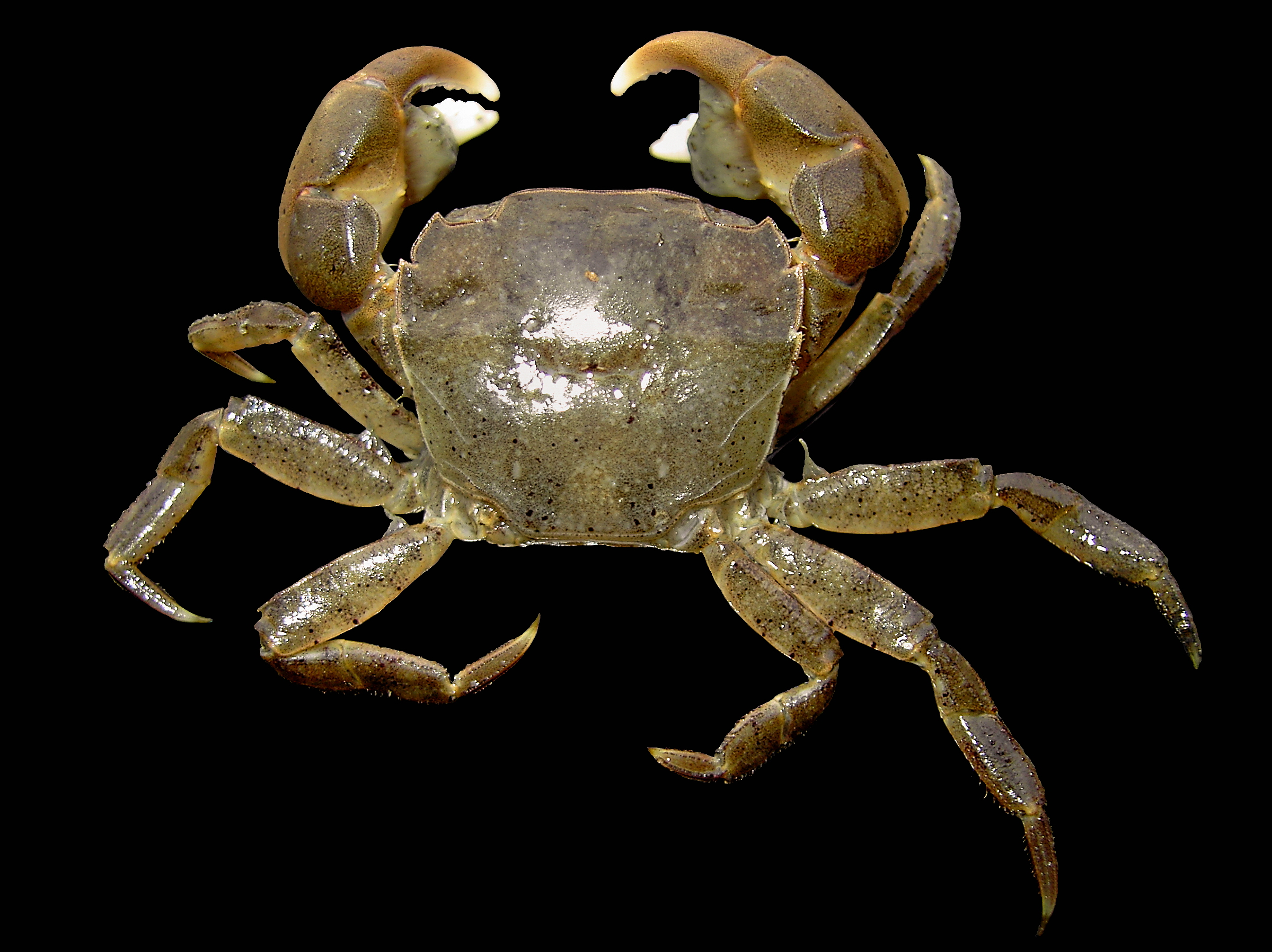
Hemigrapsus takanoi
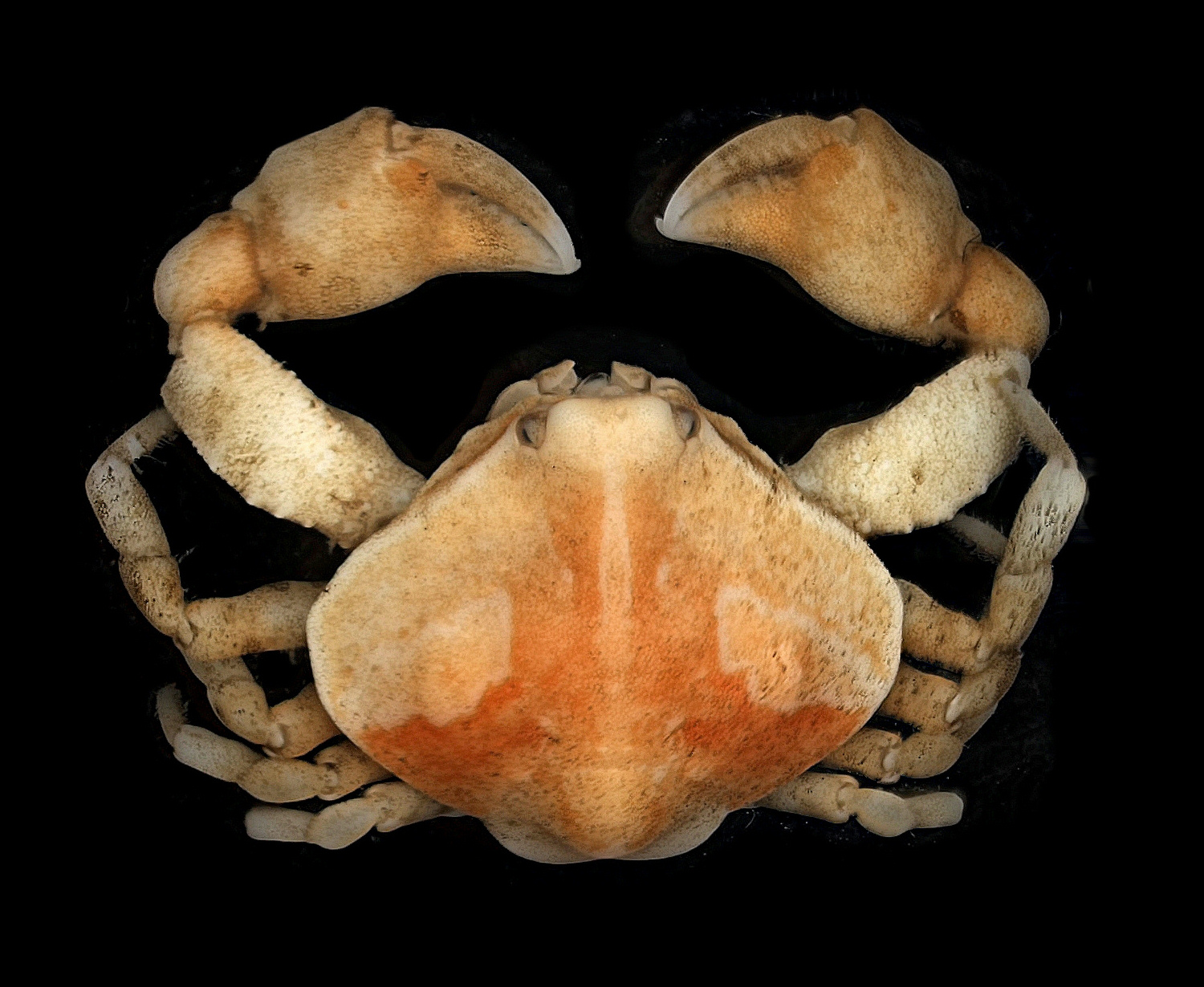
Ebalia tumefacta

## Использование человеком
Крабы составляют более 20 % морских ракообразных, вылавливаемых, выращиваемых и продаваемых во всём мире, что составляет приблизительно 1,5 млн тонн в год. Ловля крабов осуществляется сетями, крабовыми ловушками и вручную.
Крупнейший в мире аукцион на природные ресурсы состоялся при продаже квот на краба в России в 2018 году.

## Классификация

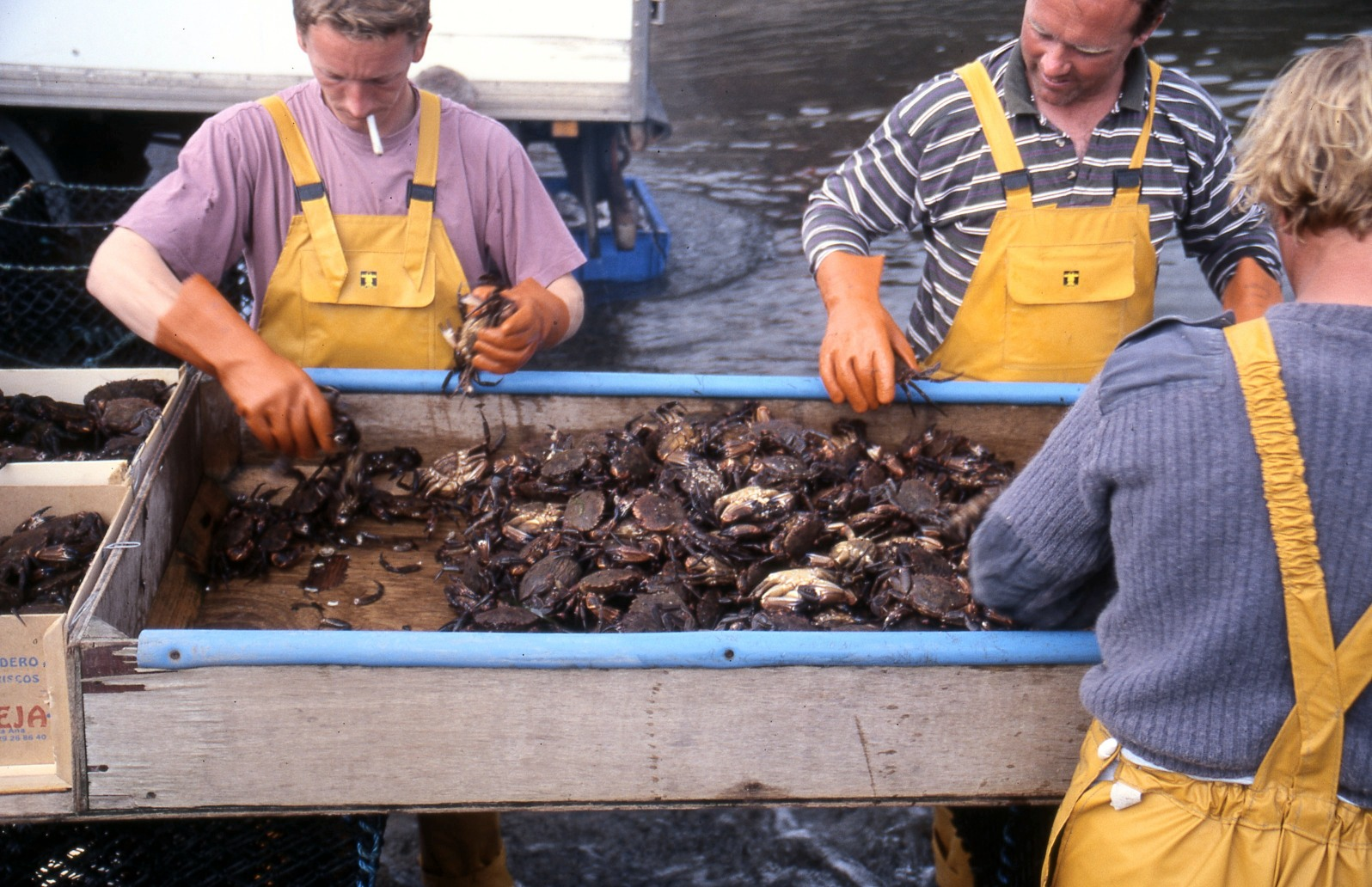
Вылов крабов в Шотландии

По данным World Register of Marine Species, на январь 2025 года инфраотряд включает следующие секции, подсекции и надсемейства:
- Секция Cyclodorippoida
  -     - Надсемейство Cyclodorippoidea Ortmann, 1892
- Секция Dromiacea
  -     - Надсемейство Dromioidea De Haan, 1833
    - Надсемейство Homolodromioidea Alcock, 1900
- Секция Eubrachyura
  - Подсекция Heterotremata
    - Надсемейство Aethroidea Dana, 1851
    - Надсемейство Bellioidea Dana, 1852
    - Надсемейство Bythograeoidea Williams, 1980
    - Надсемейство Calappoidea De Haan, 1833
    - Надсемейство Cancroidea Latreille, 1802
    - Надсемейство Carpilioidea Ortmann, 1893
    - Надсемейство Cheiragonoidea Ortmann, 1893
    - Надсемейство Corystoidea Samouelle, 1819
    - Надсемейство Dairoidea Serène, 1965
    - Надсемейство Dorippoidea MacLeay, 1838
    - Надсемейство Eriphioidea MacLeay, 1838
    - Надсемейство Gecarcinucoidea Rathbun, 1904
    - Надсемейство Goneplacoidea MacLeay, 1838
    - Надсемейство Hexapodoidea Miers, 1886
    - Надсемейство Hymenosomatoidea MacLeay, 1838
    - Надсемейство Leucosioidea Samouelle, 1819
    - Надсемейство Majoidea Samouelle, 1819
    - Надсемейство Orithyioidea Dana, 1852
    - Надсемейство Palicoidea Bouvier, 1898
    - Надсемейство Parthenopoidea MacLeay, 1838
    - Надсемейство Pilumnoidea Samouelle, 1819
    - Надсемейство Portunoidea Rafinesque, 1815
    - Надсемейство Potamoidea Ortmann, 1896
    - Надсемейство Pseudocarcinoidea Ng & Davie, 2020
    - Надсемейство Pseudozioidea Alcock, 1898
    - Надсемейство Retroplumoidea Gill, 1894
    - Надсемейство Trapezioidea Miers, 1886
    - Надсемейство Trichodactyloidea H. Milne Edwards, 1853
    - Надсемейство Trichopeltarioidea Tavares & Cleva, 2010
    - Надсемейство Xanthoidea MacLeay, 1838

  - Подсекция Thoracotremata
    - Надсемейство Aphanodactyloidea Ahyong & Ng, 2009
    - Надсемейство Cryptochiroidea Paulson, 1875
    - Надсемейство Grapsoidea MacLeay, 1838
    - Надсемейство Ocypodoidea Rafinesque, 1815
    - Надсемейство Pinnotheroidea De Haan, 1833
- Секция Homoloida
  -     - Надсемейство Homoloidea De Haan, 1839
- Секция Raninoida
  -     - Надсемейство Raninoidea De Haan, 1839